# Toypurina
Toypurina, född 1760, död 1799, var en indiansk medicinkvinna och upprorsledare. Hon ledde ett uppror mot spanjorerna i Kalifornien 1785.